# Strawberry Jam
Strawberry Jam is het achtste officiële studioalbum van Animal Collective, dat in 2007 is verschenen bij Domino Records. Peacebone en Fireworks verschenen ook als single.

## Tracklist
1. "Peacebone" – 5:13
2. "Unsolved Mysteries" – 4:25
3. "Chores" – 4:30
4. "For Reverend Green" – 6:34
5. "Fireworks" – 6:50
6. "#1" – 4:32
7. "Winter Wonder Land" – 2:44
8. "Cuckoo Cuckoo" – 5:42
9. "Derek" – 3:01